# Ołtarz Wita Stwosza w Krakowie
Ołtarz Wita Stwosza w Krakowie – ołtarz Zaśnięcia NMP (Najświętszej Maryi Panny), właściwie retabulum ołtarza głównego kościoła Mariackiego w Krakowie, zwane również potocznie „ołtarzem mariackim w Krakowie”, „krakowskim ołtarzem Wita Stwosza” itp., to nastawa ołtarzowa wykonana w latach 1477–1489 przez przybyłego z Norymbergi rzeźbiarza Wita Stwosza.

## Opis
Retabulum ma wymiary 11 × 13 m. Wysokość największych figur wynosi ok. 2,8 m. Jest to największa w Europie gotycka nastawa ołtarzowa.
Figury, których w ołtarzu jest ponad 200, wyrzeźbione są z litych kloców lipowych. Cała konstrukcja wykonana jest w drewnie dębowym, natomiast tło w modrzewiu.
W predelli ukazane jest drzewo Jessego – genealogiczne drzewo Chrystusa i Marii Panny. Szafę nastawy zdobią cztery skrzydła, dwa ruchome oraz dwa nieruchome. Bryłę pentaptyku dopełnia zwieńczenie.
Ołtarz Wita Stwosza – dzieło późnego średniowiecza – łączy w sobie elementy sacrum i profanum. Mistycyzm zmieszany jest z naturalistycznym realizmem. Złote szaty apostołów występują obok codziennych ubiorów noszonych w średniowiecznym Krakowie. Obok wzniosłych religijnych scen ukazane zostało życie w jego codzienności. Postać Madonny zachowuje ideał średniowiecznego piękna, ale apostołom Stwosz nadał rysy mieszczan krakowskich. W realistycznym podejściu do postaci posunął się tak daleko, że widać dokładnie ich różne ułomności: defekty wyglądu, zdeformowane dłonie, napęczniałe żyły na nogach, ślady chorób skórnych.

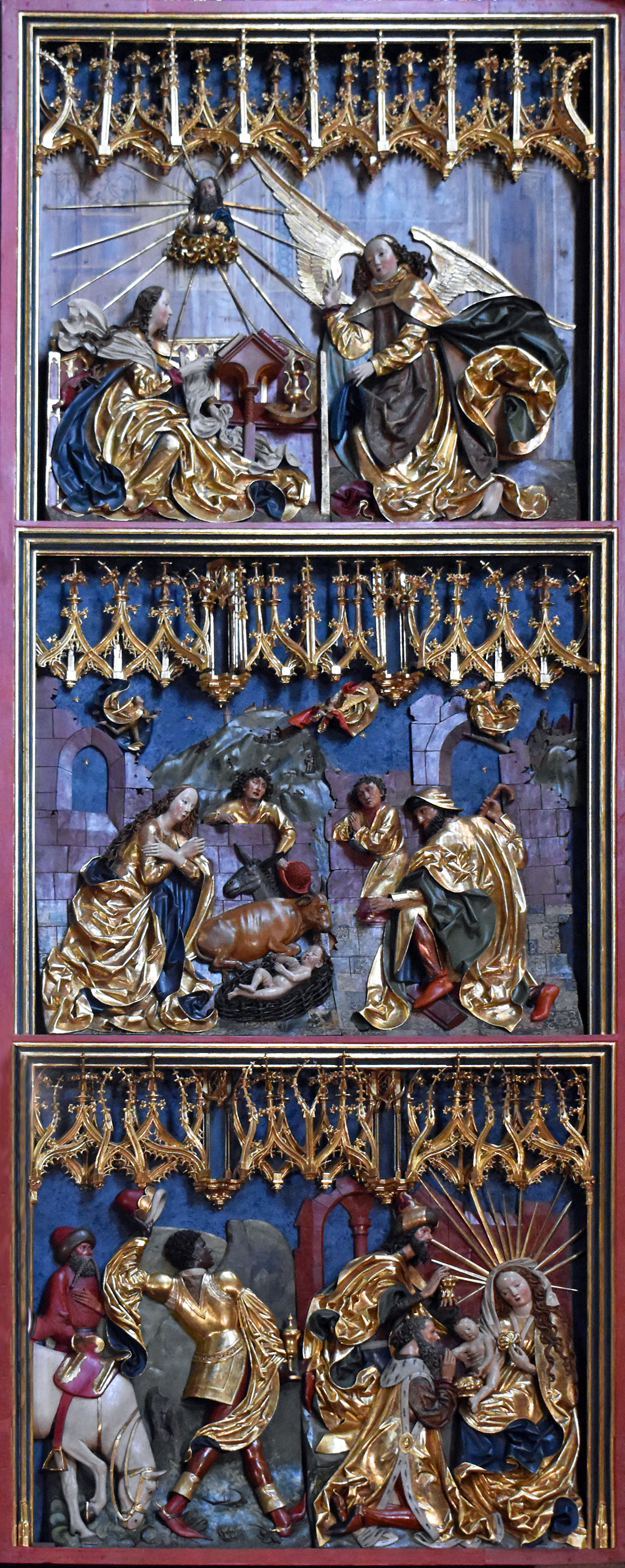
Lewe skrzydło.
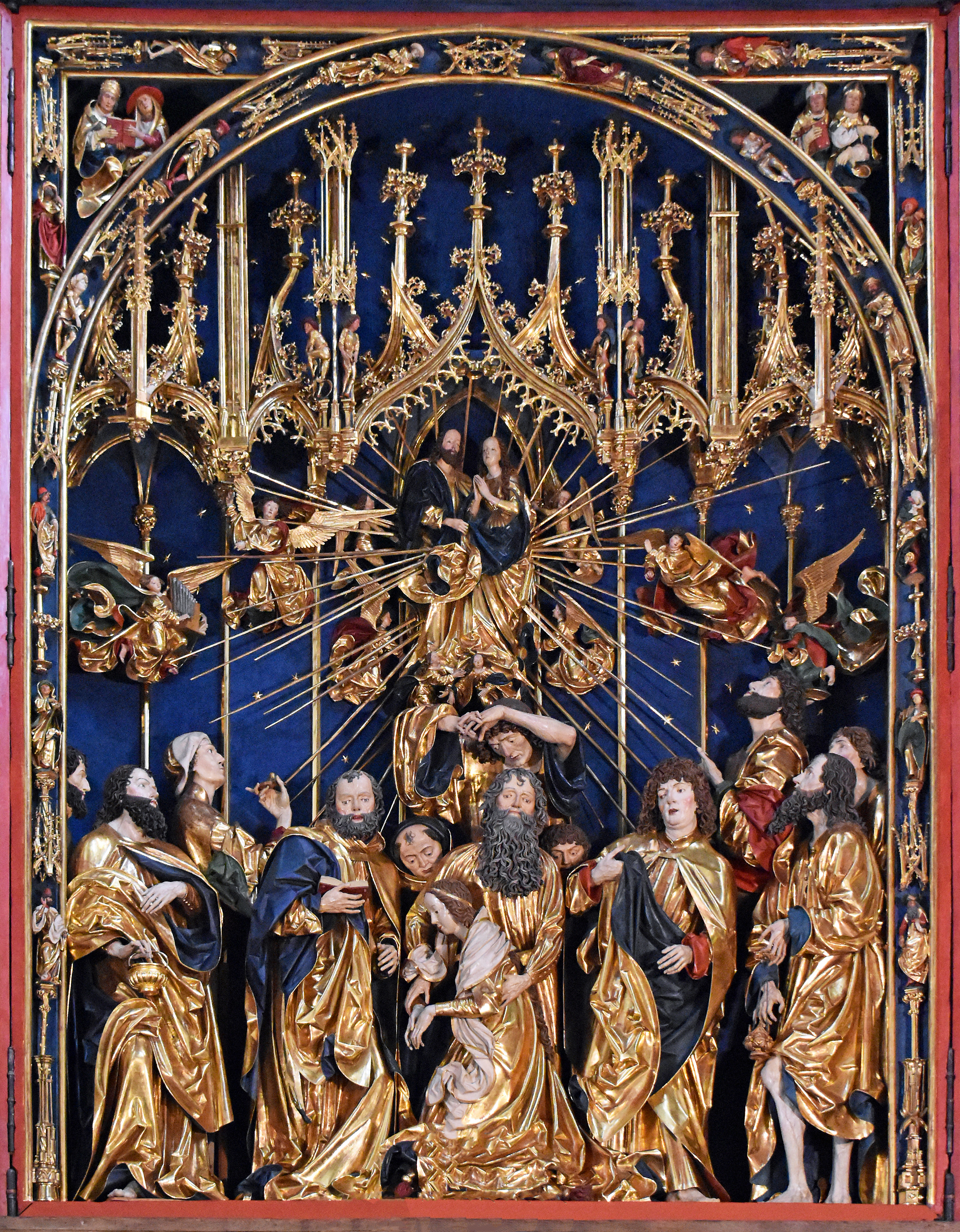
Szafa.
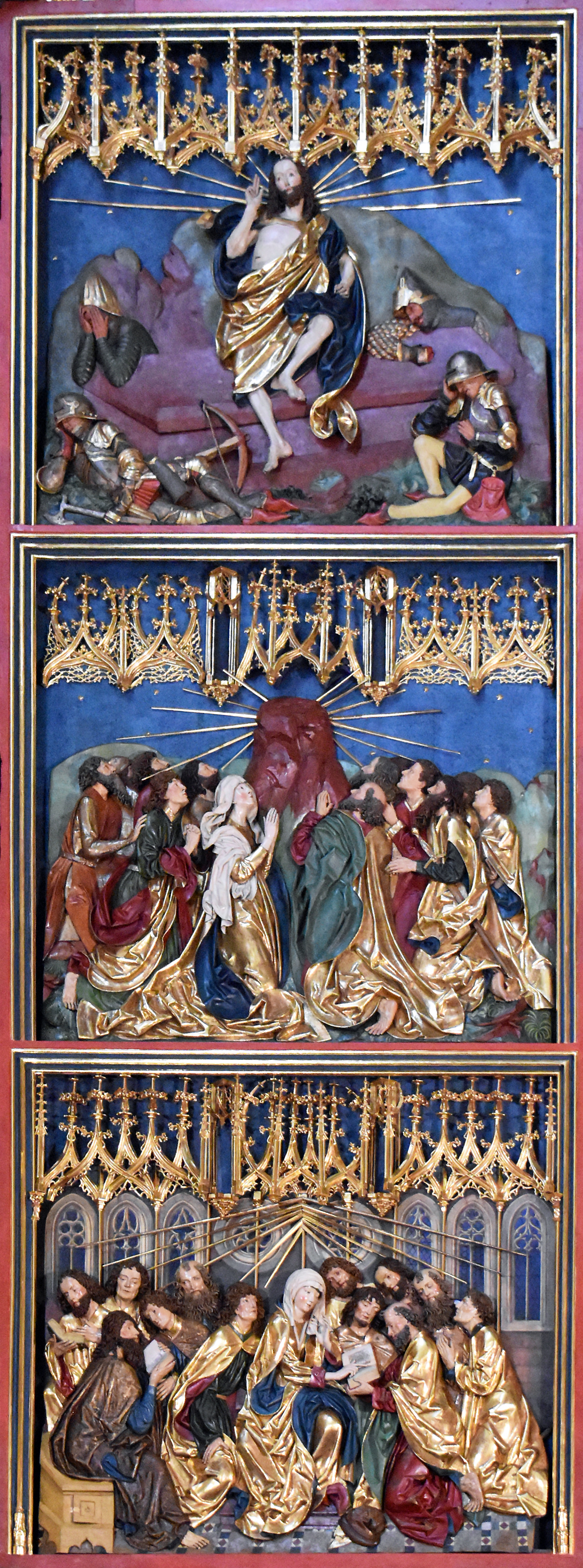
Prawe skrzydło.

### Scena główna
Główną sceną ołtarza, znajdującą się w środkowej szafie, jest Zaśnięcie Marii Panny. Śpiąca Maryja otoczona jest przez apostołów. Postacie Matki Boskiej i podtrzymującego ją świętego Jakuba są wycięte z jednego pnia lipowego, podobnie jak postacie Chrystusa, jego matki i dwóch aniołów w scenie Wniebowzięcia.
Ekspresja sceny jest wzmożona zagęszczeniem postaci; w rzeczywistości nigdy nie mogłyby one stać tak blisko siebie. Złocone szaty odbijają światło. Ustawienie postaci „pod wiatr” powoduje sfałdowanie szat.

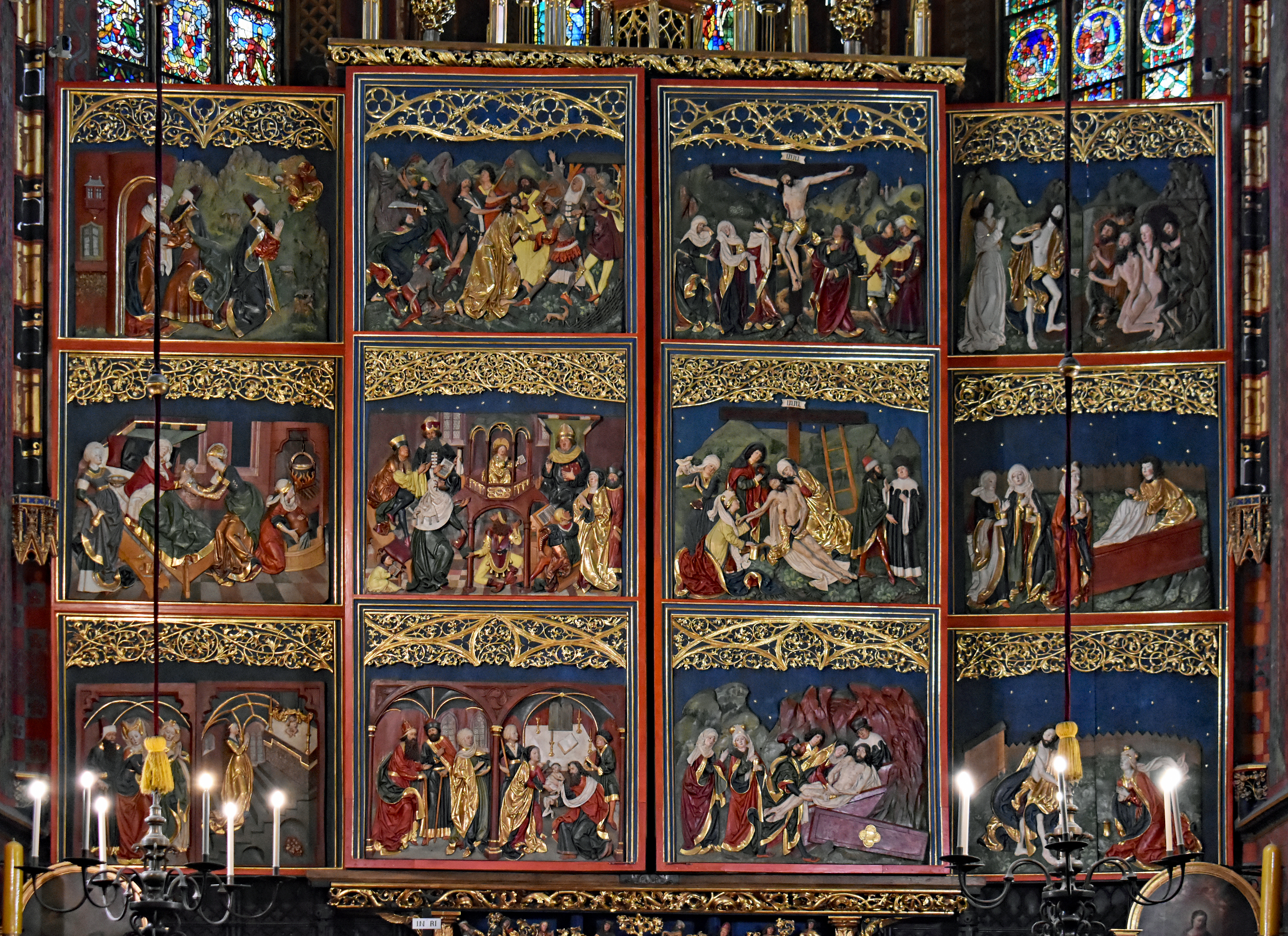
Zamknięta nastawa

### Skrzydła
Otwarty ołtarz na ruchomych skrzydłach ilustruje sześć Radości Maryi: od Zwiastowania po Zesłanie Ducha Świętego. Kiedy szafa jest zamknięta, płaskorzeźby przedstawiają dwanaście scen z życia Marii i Jezusa. Postacie przedstawione są w strojach z epoki powstania dzieła (XV w.), będąc obecnie znakomitym studium kostiumologii. Sprzęty domowe, naczynia codziennego użytku również są wierną kopią pierwowzorów. Górna kwatera na prawym ruchomym skrzydle przedstawia ukrzyżowanie Jezusa Chrystusa.

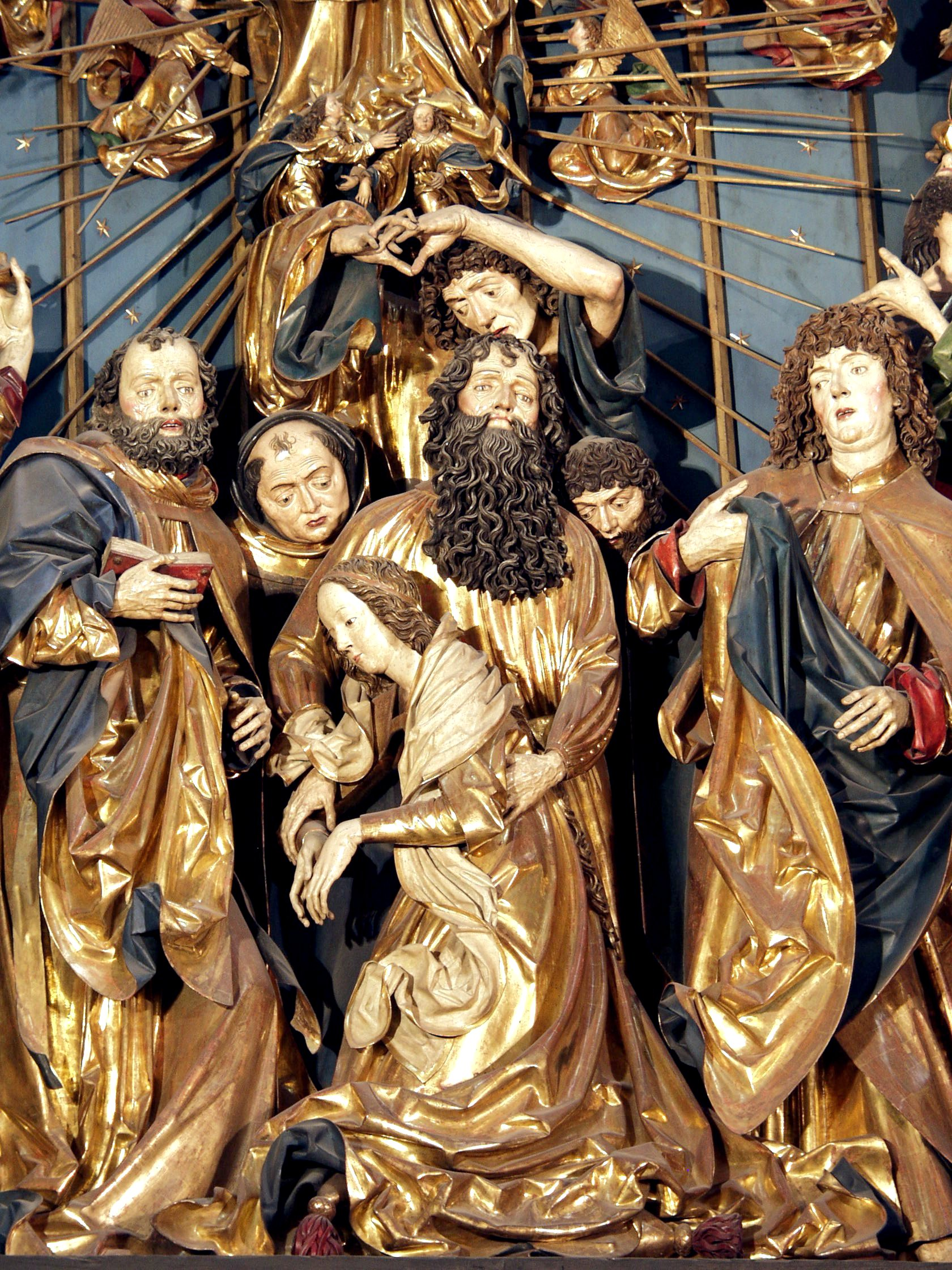
Zaśnięcie Marii
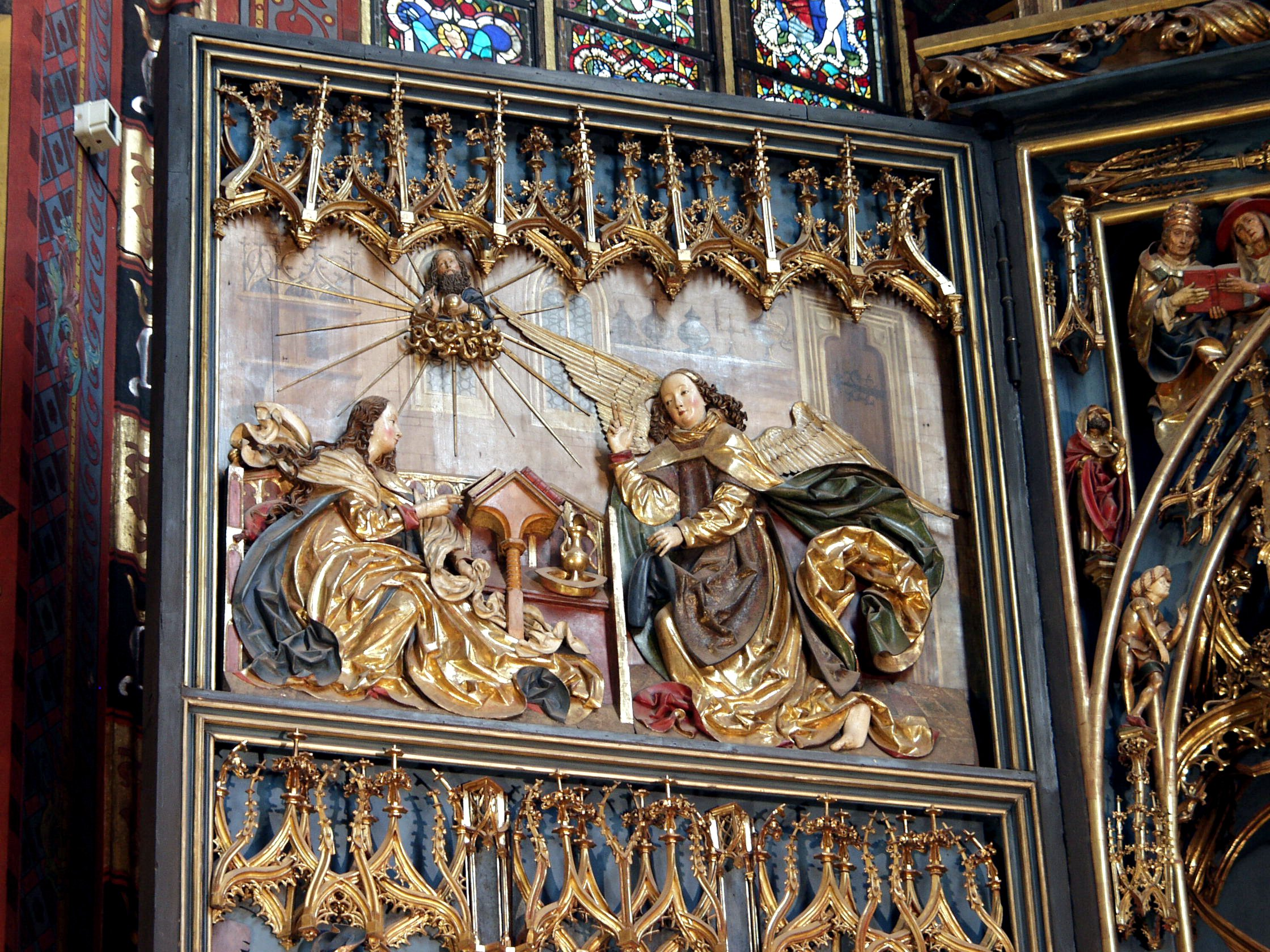
Zwiastowanie
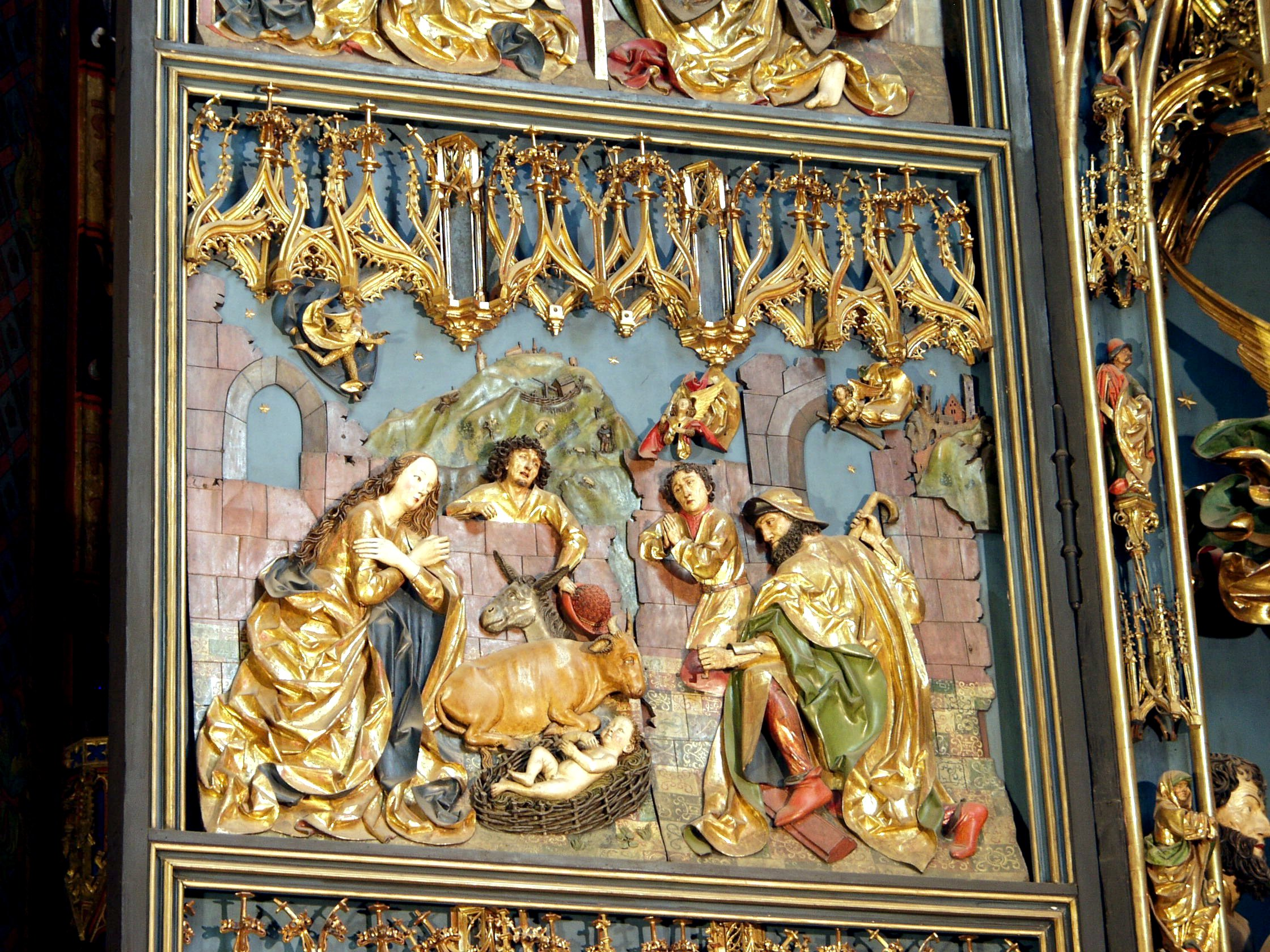
Narodziny Jezusa
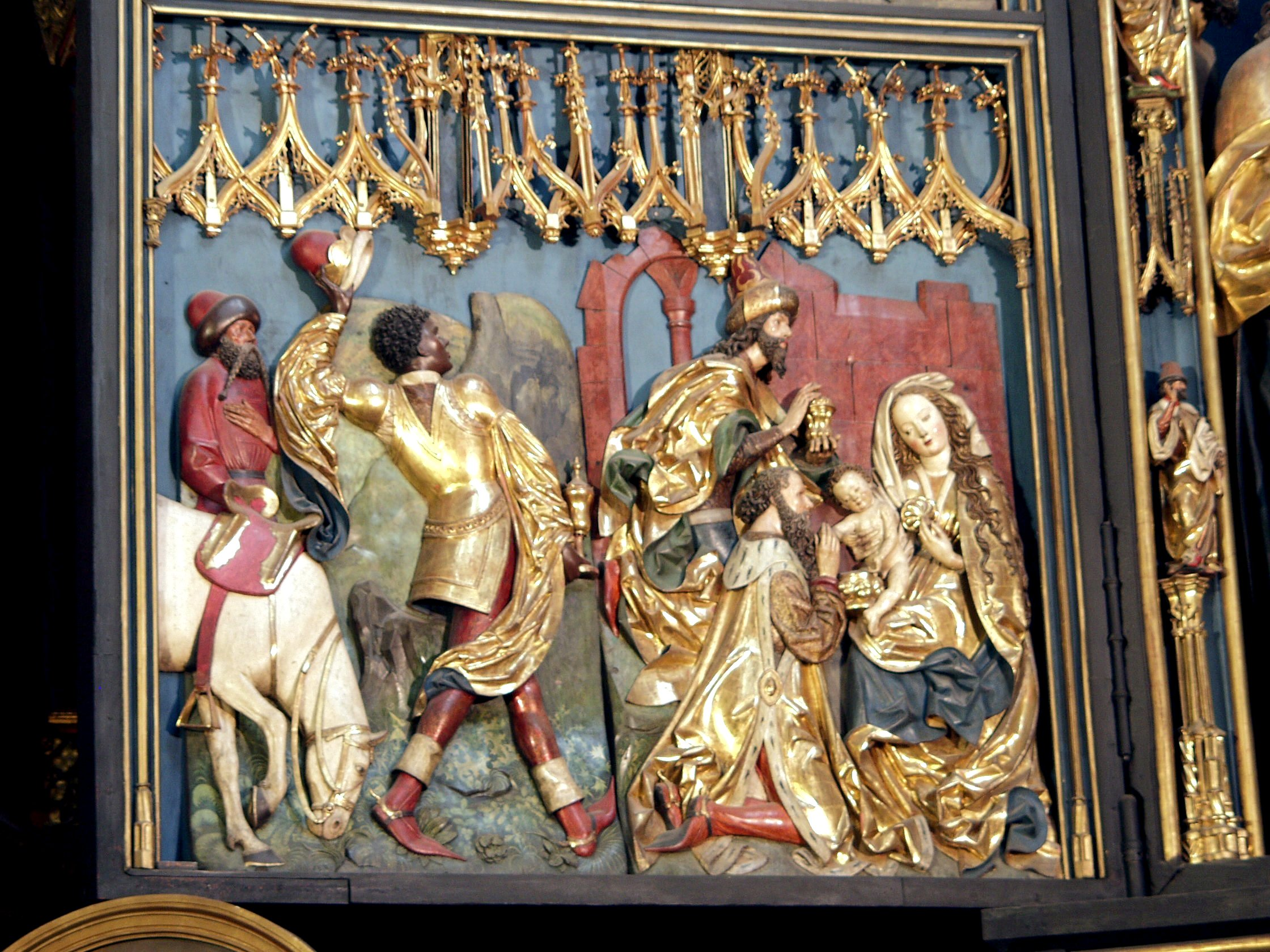
Przybycie mędrców ze wschodu
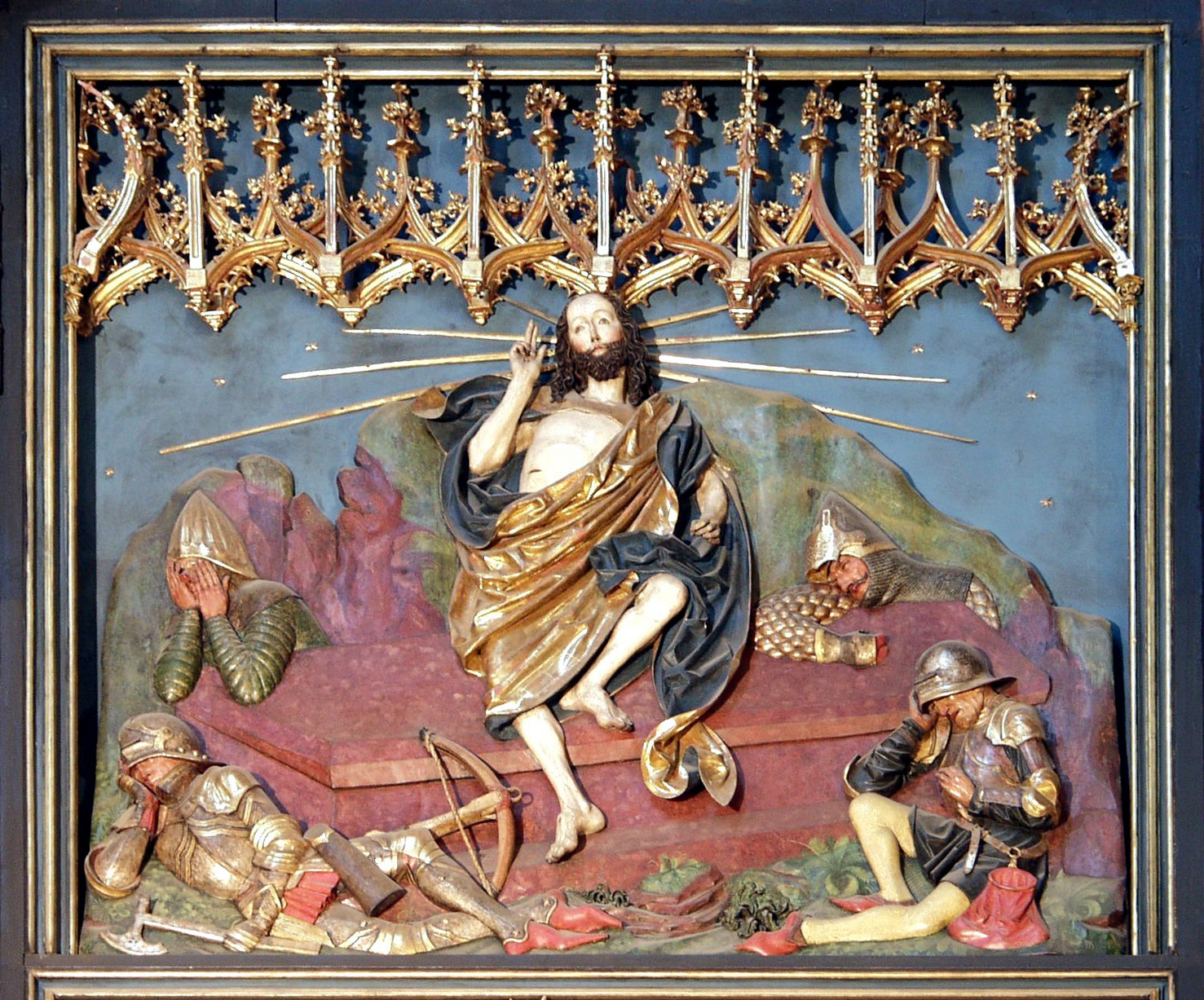
Zmartwychwstanie Jezusa
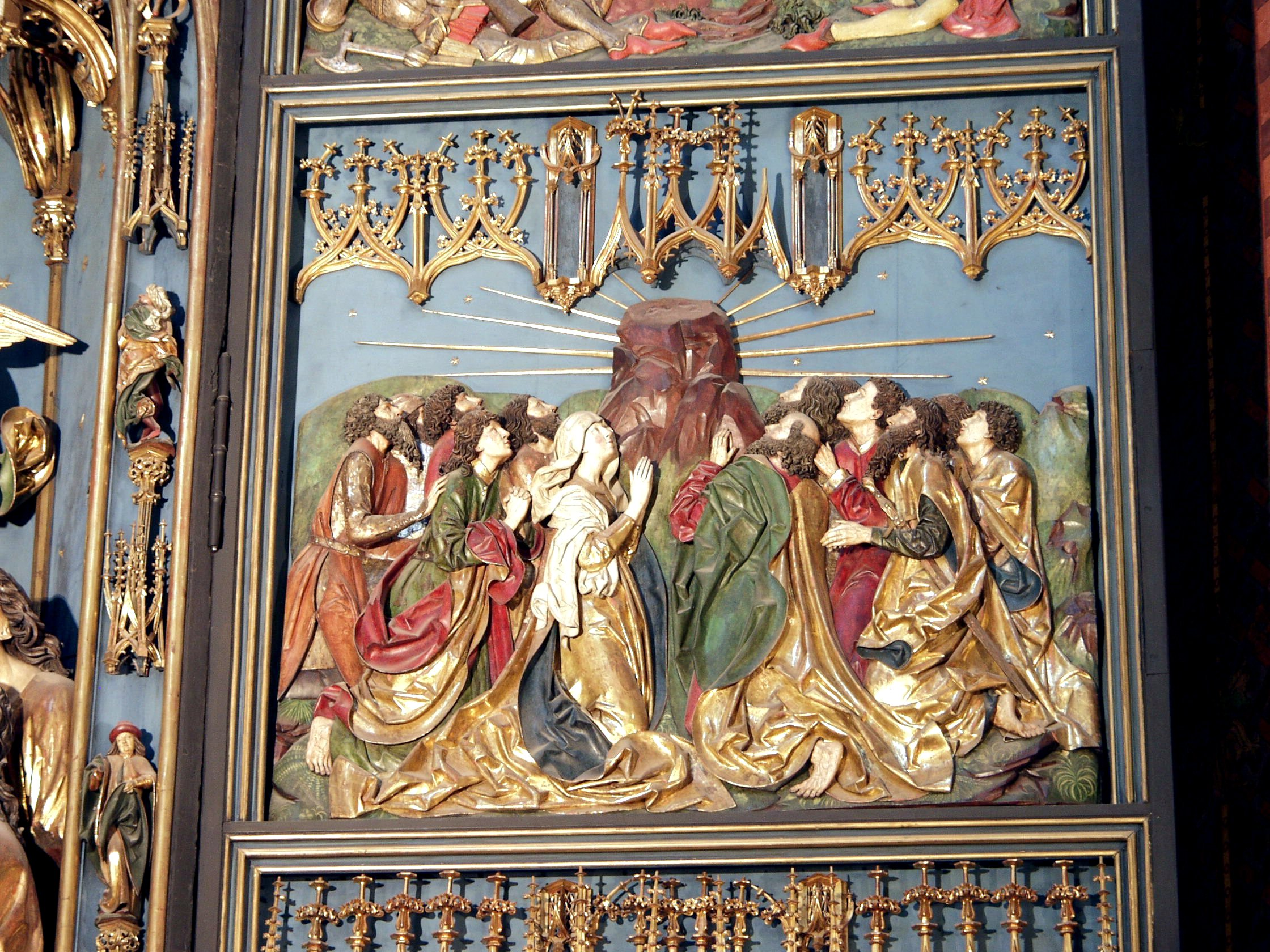
Wniebowstąpienie Jezusa
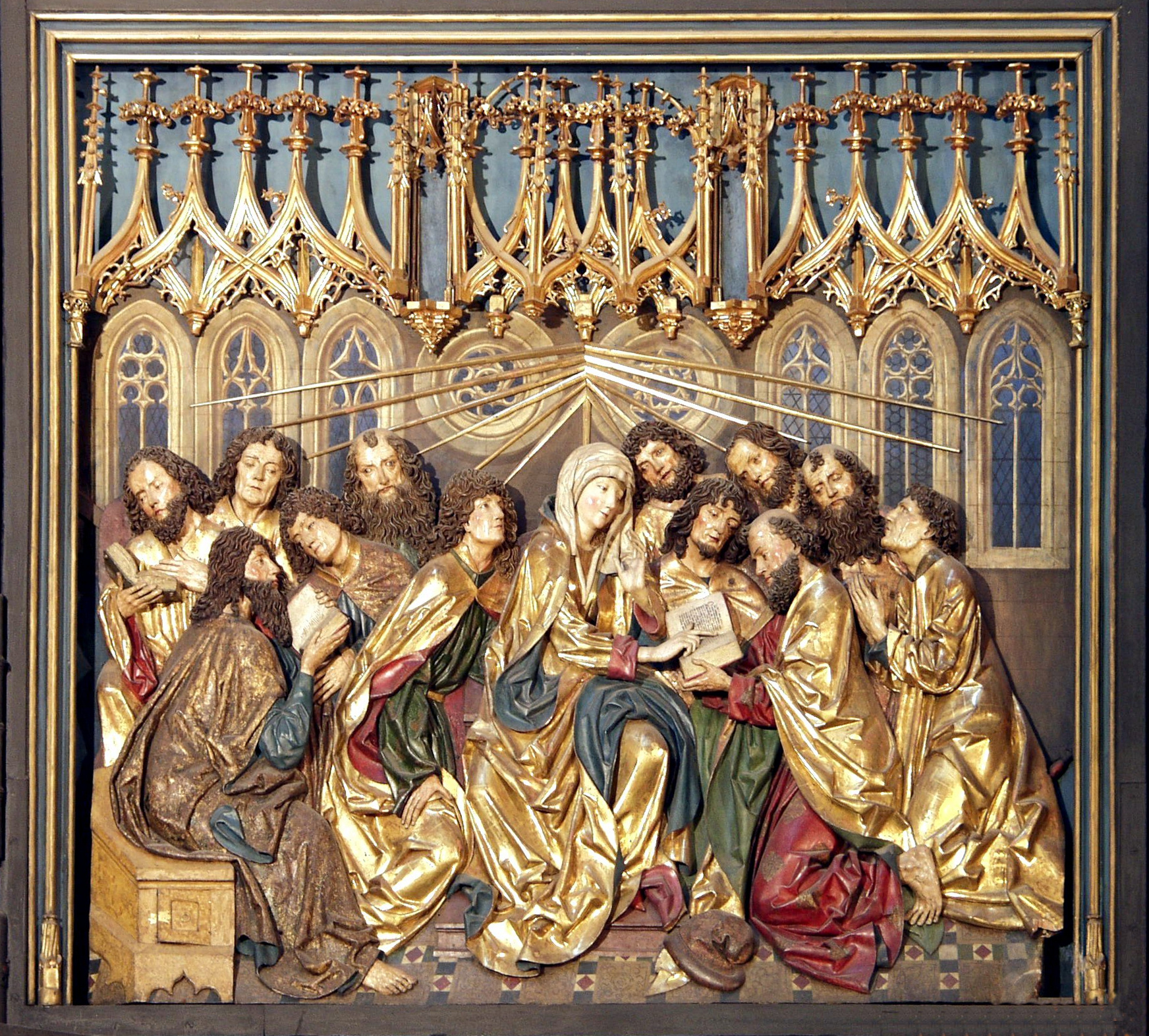
Zesłanie Ducha Świętego

## Historia

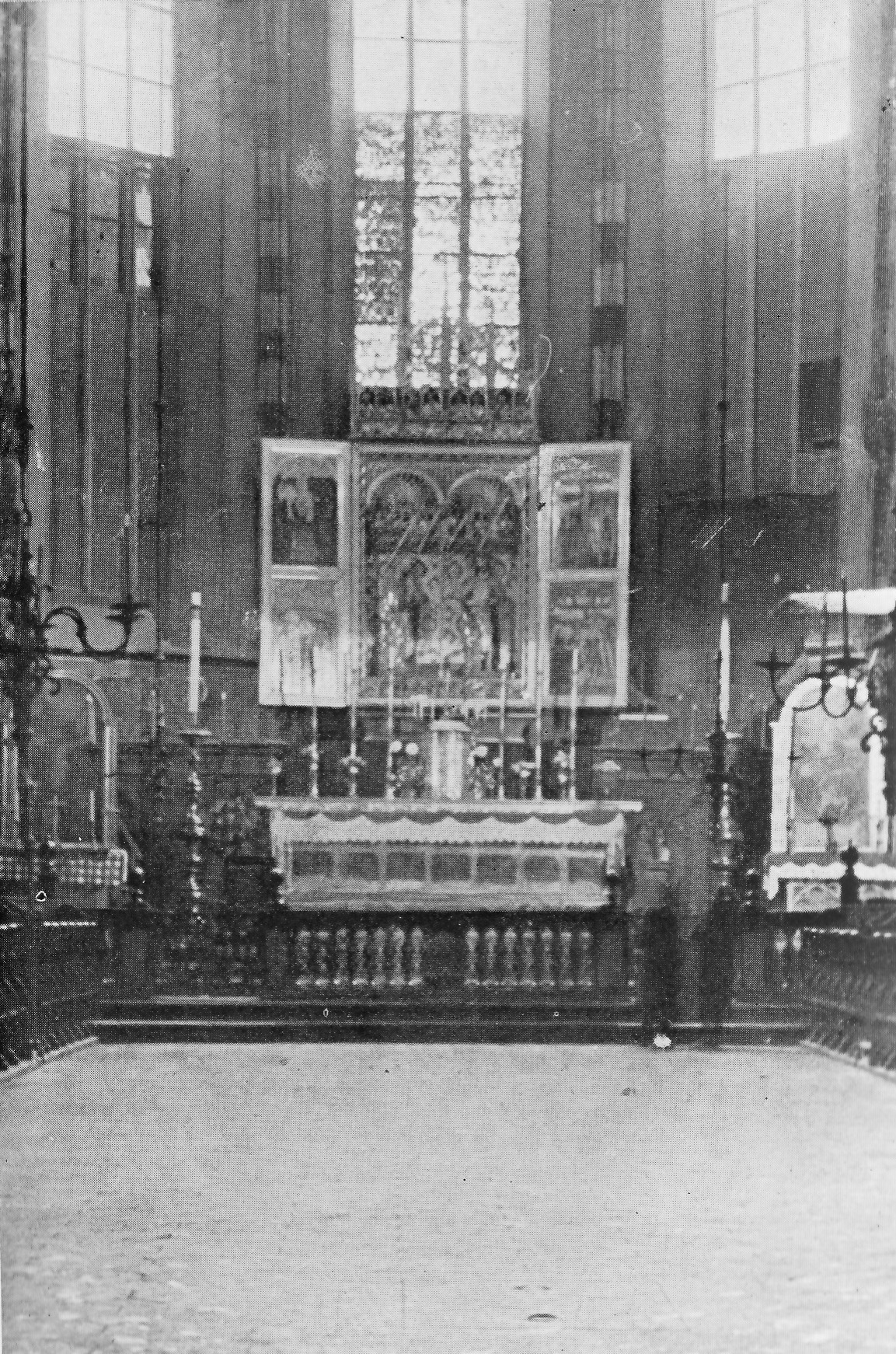
Wnętrze kościoła podczas okupacji

Początki historii powstania retabulum krakowskiego wiąże się z rokiem 1442, kiedy zawaliło się sklepienie prezbiterium kościoła Mariackiego. Nie wiadomo, czy i jaka nastawa zdobiła ołtarz główny kościoła przed katastrofą, ani też czy przez 35 lat, zanim polecono Stwoszowi wykonanie obecnie istniejącej nastawy, ołtarz zdobiła jakaś dekoracja. O planach ufundowania po katastrofie nowej nastawy świadczą zapisy na ten cel w testamentach mieszczan krakowskich.
Nie jest jasne, kto i dlaczego zdecydował o powierzeniu prac nad nową nastawą Witowi Stwoszowi. Nie są znane wcześniejsze jego prace o bezsprzecznie poświadczonym autorstwie, a tych, które są mu z pewnym prawdopodobieństwem przypisywane na podstawie analizy stylu, jest niewiele i są to rzeczy stosunkowo drobne, w żaden sposób nie dorównujące rangą dziełu, które mu powierzono w Krakowie. Z drugiej strony, mający około trzydziestu lat Stwosz był, jak na ówczesne pojęcia, człowiekiem w wieku dojrzałym, który musiał mieć już odpowiednie wykształcenie i doświadczenie, pozwalające na samodzielne prowadzenie poważnych prac, i znajdował się w przełomowym momencie, decydującym o dalszej karierze.
Można przypuszczać, że trudno było przyciągnąć do Krakowa na wiele lat, jakich wymagało planowane dzieło, renomowanego mistrza, który prowadził już ustabilizowany warsztat w którymś ze znanych ówczesnych ośrodków artystycznych. Natomiast pochodzący ze Szwabii, a wykształcony w górnej Nadrenii Stwosz nie zdążył zapewne zagnieździć się na dobre i zrobić kariery w cechu w Norymberdze, i nie mógł tam liczyć na równie poważne i odpowiadające jego ambicjom zlecenia.
Od czasu przybycia w 1477 roku, Wit Stwosz przebywał w Krakowie dwadzieścia lat, w tym dwanaście pracował nad ołtarzem. Postęp prac musiał satysfakcjonować fundatorów, gdyż Rada Miejska w 1483 wyraziła zadowolenie z dokonań artysty i zwolniła go z płacenia podatków. Nastawa musiała znajdować się wówczas w zaawansowanym stanie, a wykonujący ją warsztat Stwosza pracować sprawnie, gdyż zaczął on wówczas podejmować się innych zadań dla miasta i dla innych zleceniodawców. W 1484 został też starszym cechu malarzy i rzeźbiarzy. Najpóźniej w 1485 przystąpiono przy rzeźbach do prac pozłotniczych, które należały do czynności wykończeniowych, poprzedzających położenie polichromii. Dzieło było gotowe na dzień Wniebowzięcia Najświętszej Marii Panny (15 sierpnia) 1489, patronackie święto kościoła Mariackiego.
Nie wiadomo, ile wynosił całkowity koszt ołtarza. Zachował się zapis o jednej wypłacie, opiewającej na kwotę 2808 florenów. Było to całkowite wynagrodzenie lub też jego ostatnia rata. Kwota ta – wymieniona w akcie erekcyjnym – może stanowić połowę kosztów wykonania i montażu ołtarza. Pieniądze pochodziły głównie z zapisów testamentowych i składek mieszczaństwa krakowskiego. Suma ta stanowiła równowartość rocznego budżetu miasta i odpowiadała wartości kilku kamienic. Imię autora ołtarza zostało przez wieki zapomniane; ustalił je w 1824 r. Ambroży Grabowski.
We wrześniu 1939 r. prof. Karol Estreicher, chcąc uchronić ołtarz przed zniszczeniem, zdemontował figury i barkami spławił je Wisłą do Sandomierza. Przechowywano je w katedrze i seminarium duchownym. Lokalizacje rzeźb ołtarza ujawnił pod przymusem Niemcom ks. kardynał Adam Stefan Sapieha. Figury początkowo przewieziono do Krakowa, a potem do Berlina. W maju 1940 r. ołtarz znajdował się na wystawie dzieł Wita Stwosza w Zgorzelcu. Szafę ołtarzową po demontażu (skrzyni i skrzydeł) wywieziono bezpośrednio do Norymbergi. Rzeźby zostały złożone w podziemiach zamku w Norymberdze, a konstrukcja nośna na zamku Wiesenthau. Przechowywany w bardzo dobrych warunkach w specjalnie przygotowanym schronie nosił jednak ślady działania owadów kołatka (być może były to wcześniejsze ślady owadów). Odnalazł go prof. Estreicher z pomocą Amerykanów, dzięki czemu ołtarz do Krakowa powrócił pociągiem w maju 1946. Uchwałą Prezydium Krajowej Rady Narodowej z 4 maja 1946 zostali odznaczeni obywatele innych państw „w uznaniu zasług położonych przy odzyskaniu wywiezionych przez okupanta zabytków artystyczno-kulturalnych, a szczególnie odzyskanie ołtarza Wita Stwosza”. Ołtarz był konserwowany na Wawelu w latach 1946–1950, oddany do kościoła Mariackiego w 1957 roku.
W 2015 rozpoczęła się renowacja ołtarza, której wykonawcą został Międzyuczelniany Instytut Konserwacji i Restauracji Dzieł Sztuki warszawskiej i krakowskiej ASP.
Kierownikiem prac badawczo-konserwatorskich był dr hab. Jarosław Adamowicz, profesor ASP w Krakowie. W toku prac zostały również przeprowadzone badania technik snycerskich i malarskich stosowanych przy budowie ołtarza. Konserwacja została zakończona po pięciu latach, w lutym 2021 roku.
Prace badawcze pozwoliły na przywrócenie kolorystyki bliskiej średniowiecznej palecie barw, która po konserwacji jest bardziej nasycona. Budują ją czerwień ram, błękit azurytu i liczne złocenia. Został także przywrócony oryginalny układ kompozycyjny figur

Podczas prac przy zabytku odkryto inskrypcję „1486”, na wysokości łokcia figury św. Jakuba. Data uwidoczniła się podczas usuwania przemalowań z odwrocia rzeźby, na boku szaty apostoła. Odkrycie to rzuca nowe światło na to, w którym roku została ukończona zasadnicza część ołtarza. Do tej pory nie odkryto żadnych napisów na ołtarzu w postaci daty, sygnatury, inskrypcji czy gmerku.
Konserwacja pozwoliła też na dokonanie badań dendrochronologicznych drewna dębowego, z którego wykonano konstrukcję ołtarza. 130-letnie drzewa pochodziły z Puszczy Niepołomickiej i rosły w latach 1350–1472. Z racji, że Puszcza w wiekach XIII–XVIII była terenem królewskim wykorzystywanym głównie do polowań, pozwala to zakładać, że para królewska wsparła budowę ołtarza.

## Nawiązania
Historia powstania ołtarza jest kanwą powieści Antoniny Domańskiej Historia żółtej ciżemki. Na podstawie książki zrealizowano w 1961 film pod tym samym tytułem w reżyserii Sylwestra Chęcińskiego, w którym zadebiutował 11-letni wówczas Marek Kondrat. Film ten został nagrodzony Srebrnym Medalem na Międzynarodowym Festiwalu Filmów dla Dzieci i Młodzieży w Wenecji w 1962 roku. Ołtarz Wita Stwosza jest tematem opery Józefa Świdra Wit Stwosz z roku 1974.

## Filatelistyka
Ołtarz ukazał się na następujących znakach pocztowych:
- znaczek o wartości 0,80 zł z 10 lipca 1933, technika stalorytniczo-wklęsłodrukowa, nakład 2,5 miliona sztuk (1 listopada 1934 przedrukowano go na 0,25 zł),
- trzy karty pocztowe o nominałach 0,20, 0,30 i 0,35 zł z fragmentami rzeźb wydane 15 czerwca 1933,
- znaczek o wartości 0,60 zł z okazji Międzynarodowej Kampanii Muzealnej UNESCO wydany 19 listopada 1956, technika stalorytniczo-wklęsłodrukowa, nakład ponad 5 milionów egzemplarzy,
- seria znaczków z 20 września 1960 (sceny z Nowego Testamentu), technika stalorytniczo-wklęsłodrukowa, różne nakłady, projektantem był Ryszard Kleczewski,
- znaczek z 15 kwietnia 1975 o wartości 1,50 zł z okazji Międzynarodowej Wystawy Filatelistycznej Arphila 75 w Paryżu, nakład 8 milionów sztuk, projektantem był Andrzej Heidrich[11].